# Luhmühlen

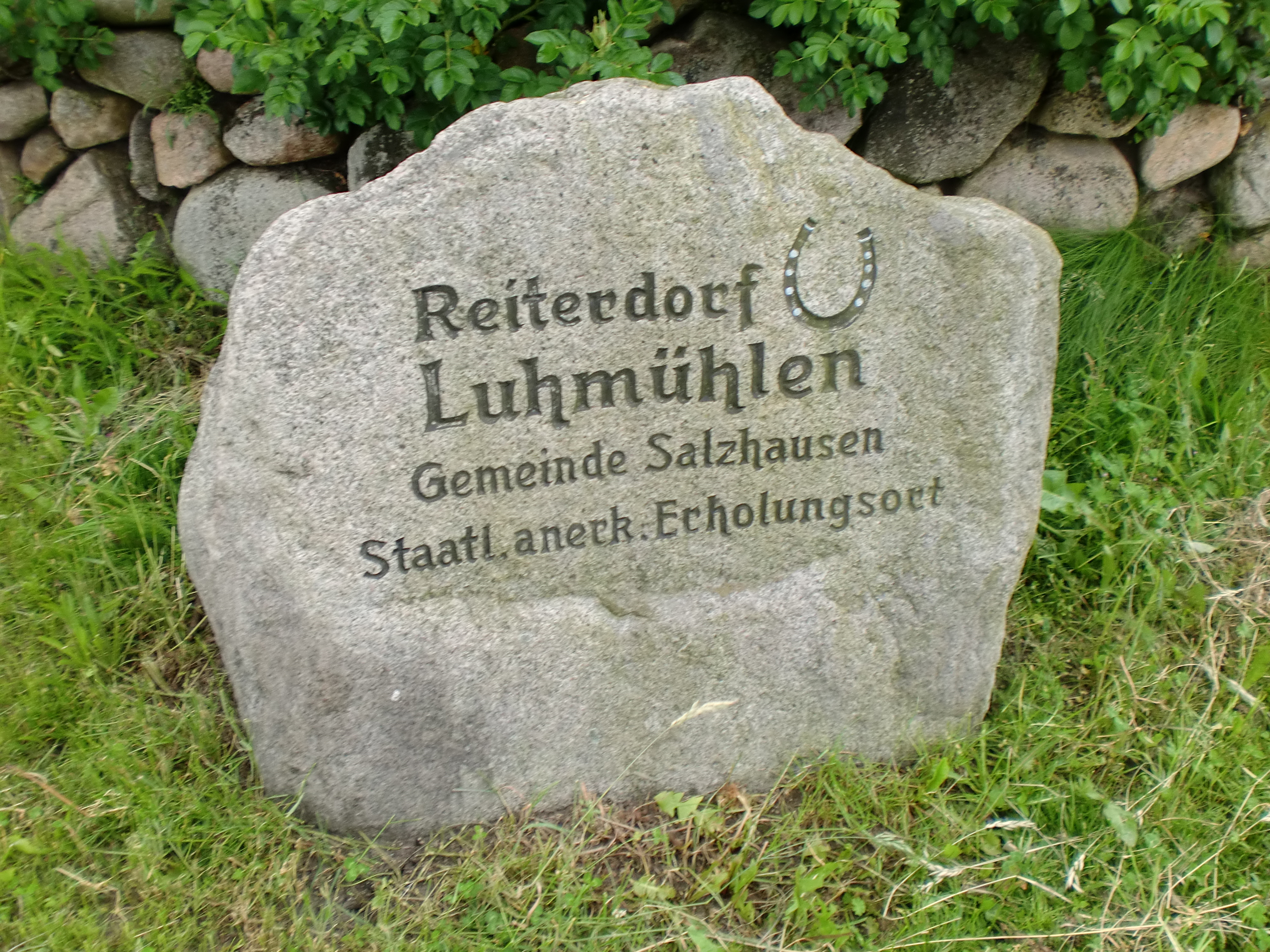
Reiterdorf Luhmühlen

Luhmühlen ist ein Ortsteil von Salzhausen. Es liegt an dem Fluss Luhe nahe der Bundesautobahn 7 auf Höhe des Wilseder Berges westlich von Lüneburg. Bekannt ist das Ausbildungszentrum Luhmühlen für die Vielseitigkeitsreiterei. Der Ortsteil hatte am 31. Dezember 2022 461 Einwohner.

## Geschichte
Frühgeschichtliche Funde, Hügelgräber und auch Urnen aus der Völkerwanderungszeit weisen auf eine durchgehende Besiedlung im Bereich Luhmühlen hin. Urkundlich wird die Luhemühle im 12. Jahrhundert genannt; sie ist im Besitz der Grafen von Wölpe. 1205 bis 1231 vermacht Graf Iso von Wölpe, Bischof von Verden seine Besitzungen dem Bistum Verden. Dessen Besitz wird vom Schloss Rotenburg aus verwaltet. Seit der Zeit ist der Name "Rotenburger Mühle" für die Wassermühle gebräuchlich. Sie war Dienstmühle des Fronhofes Salzhausen. Die mittelalterliche Heerstraße von Lüneburg nach Bremen kreuzte an der Mühle die Luhe. Geldmangel und Belehnungen führten zu vielen weltlichen und geistlichen Besitzerfolgen. Im Dreißigjährigen Krieg wurde auch die Mühle zerstört. Im Celler Frieden von 1679 traten die Herzogtümer Bremen und Verden ihren Besitz im Lüneburgerischen an das Fürstentum Lüneburg ab.
Im Jahre 1764 entstand das Dorf Luhmühlen. Kurfürst Georg III., König von Großbritannien und Irland, gab 1764 durch die kurhannoverische Regierung seiner geheimen Räte dem Oberamtmann Tilling in Winsen die Genehmigung, altgediente Soldaten, Veteranen aus dem Siebenjährigen Krieg, in der Nähe der alten Luhemühle anzusiedeln. 160 hannoversche Morgen, dem Fürstenhause angestammtes Land, sogenanntes Dominialgut, wurde acht künftigen Erbzinskötnern zugeteilt.
Die Luhemühle wurde in ein Erbzinsgut umgewandelt. Die acht Erbzinsleute einigen sich 1832 in der Teilung der Ländereien, haben dazu aber keine offizielle Genehmigung des Amtes. Im Spezial-Theilungsverfahren von 1852 wurde diese selbst vorgenommene Teilung bestätigt, amtlich geregelt und von den Erbzinsleuten unterzeichnet.
Die enge Bindung zum Pferd begann in Luhmühlen 1911 mit der Gründung der Deckstation und der Gründung des Pferdezucht- und Reitvereins im Jahr 1923. Im Jahr 1912 zählte Luhmühlen acht Hofbesitzer und sechs Anbauernstellen. 1962 sind in der Einwohnerliste von Luhmühlen insgesamt neun Bauern aufgelistet. Im Zuge der Gebietsreform wurde Luhmühlen am 1. Juli 1972 nach Salzhausen eingemeindet.
Heutzutage ist Luhmühlen insbesondere durch Vielseitigkeitsreiterei bekannt.

## Wappen
Durch ein blaues Wellenband geteilter silberner Schild. Oben ein springender Rappe, unten ein schwarzes Mühlrad. Der Rappe deutet die Deckstation an, das Wellenband die Lage der Ortschaft an der Luhe. Das Mühlrad stellt eine Erinnerung an die frühere Wassermühle an der Luhe dar.

## Wassermühle (Rotenburgermühle)

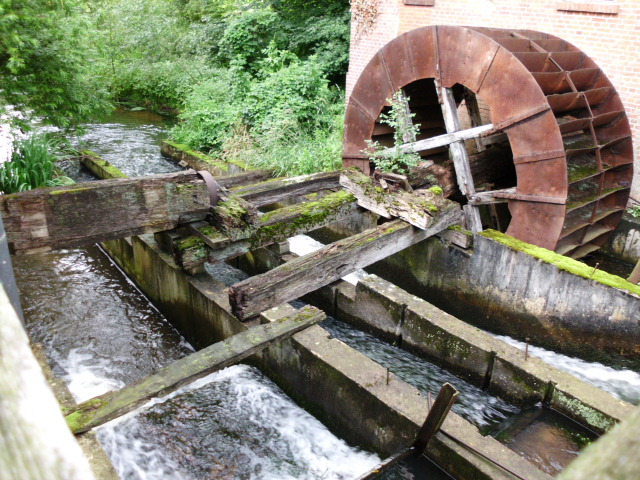
Ehemalige, nur noch in Relikten erhaltene Wassermühle

Über die Rotenburgermühle in Luhmühlen, deren Zeitpunkt des Baus an dieser Stelle unbelegt ist, ist als frühstes bekannt, dass diese im Jahre 1427 von den Verdener Bischöfen aufgrund von Geldmangel an Lüneburger Salzjunker verpfändet wurde. Um 1441 übernahm die Familie von der Möhlen, deren Namen ursprünglich von Melbeck war, die Wassermühle. Im Zuge der Bestrebung der Familie, ein Monopol über Mühlen aufzubauen (in Lüneburg, Ashausen und darüber hinaus), veranlasste diese ihre Namensänderung.
Der Umfang von urkundlichen belegten Pfandsummen deutet auf eine hohe Bedeutung der Mühle im damaligen Kirchspiel Salzhausen hin. Die hohe Bedeutung der Mühle ergab sich auch daraus, dass andere Mühlen zu Toppenstedt, Putensen und Weddermöde eingegangen waren. Windmühlen wurden auf der Hohen Geest erst weitaus später erbaut, etwa der Galerieholländer zu Garlstorf 1865.
1468 ließ Familie von der Möhlen die Pfandschaft in eine Belehnung umwandeln. Für 1600 Mark verkauften sie die Mühle im Jahr 1508 an das Bankhaus Glöde zu Lüneburg. Seit der Besitzabgabe 1679 von Lüneburg war das Amt Winsen für die Mühle zuständig. 1703 wird das Vorwerk aufgehoben und die Gebäude auf Abbruch verkauft. Von 1703 bis 1879 war die Mühle, die 1821 zum Erbzinsbetrieb wurde, im Besitz der Familie Heinrich-Maack. In diese Zeitspanne fällt die Entstehung des Dorfs Luhmühlen um 1764. Der letzte Müller, welcher die Mühle betrieb, ist Claus Borstelmann gewesen, dessen Vorfahren die Mühle übernommen hatten.
Die Mühle ist während des Dreißigjährigen Krieges weitestgehend zerstört worden. Im 19. Jahrhundert wurde die Wassermühle wieder aufgebaut. Heute existiert von der Mühle lediglich noch eine Ruine mit nur zwei Mühlrädern. 2017 wurde das rechte Wasserarmrad aus Eichenholz, das einen Durchmesser von etwa vier Metern hat und mit einem umlaufenden Kranz aus blechernen Wasserschaufeln versehen ist, restauriert. Das zweite Mühlrad war nicht mehr zu restaurieren und wurde durch ein neues Mühlrad ersetzt.

## Ausbildungszentrum Luhmühlen

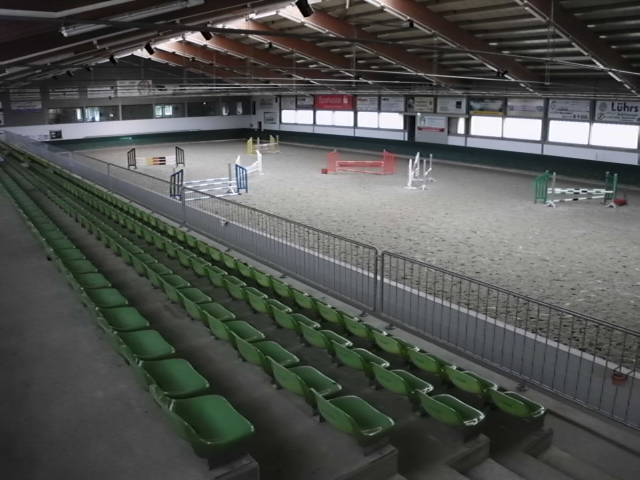
Kurt-Günther-Jagau-Halle

Um das Jahr 2010 herum wurden rund 11,5 Millionen Euro in die Umgestaltung und den Ausbau des Ausbildungszentrums Luhmühlen – Lüneburger Heide in Luhmühlen investiert. Jeweils 1,5 Millionen haben die Kreise Lüneburg und Harburg beigesteuert, rund 8,5 Millionen Euro Fördergelder vom Land wurden verbaut.
Unter anderem wurden nach dem Abriss von zwei alten Reithallen und 30 Boxen zwei Reithallen, zwei Stallkomplexe, zwei Dressuraußenplätze und ein Springplatz sowie einem Longierzirkel mit Allwetterböden und ein Verwaltungsgebäude neugebaut. Die bestehende Kurt-Günther-Jagau-Halle wurde saniert sowie ein Anbau eines Restaurants und neue Parkplätze errichtet.
Nach eigener Angabe ist der Standort bundesweit nur vergleichbar mit der Anlage des Deutschen Olympiade-Komitees für Reiterei in Warendorf.

## Kriegsdenkmal

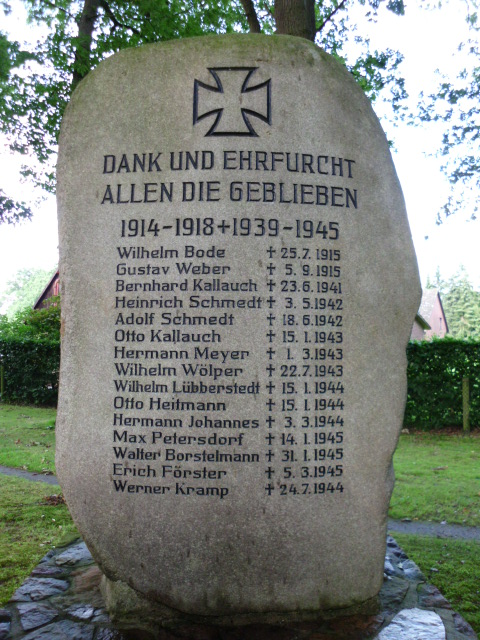
Gedenkstein von den gefallenen Soldaten der Weltkriege

Auf dem Kriegsdenkmal stehen die Namen der 15 im Ersten und Zweiten Weltkrieg gefallenen Soldaten aus dem Ort.

## Turnierprüfungen der Vielseitigkeitsreiter
Jahreshöhepunkt im Reiterdorf Luhmühlen ist der jährlich im Juni ausgetragene CCI Luhmühlen, eines der wichtigsten Turniere im Vielseitigkeitsreiten weltweit. Auf dem Turnierplatz, der sich zum größten Teil bereits in Westergellersen im Landkreis Lüneburg befindet (Westergellerser Heide), fanden zudem mehrfach Europameisterschaften im Vielseitigkeitsreiten statt, zuletzt 2019.